# Конопище (замък)
Конопище (на чешки: Konopiště) е дворянски замък в Чехия, на около 40 km югоизточно от Прага, близо до град Бенешов.

## История на замъка
Построен е през 13 век от епископ Тобиаш от Бенешов и представлява постройка в готически стил, която неколкократно е реконструирана през годините. Първоначално Конопище е построен по образец на френските замъци като мощна готическа крепост в правоъгълна форма с кръгли кули по ъглите, което дава възможност за максимално ефективна защита по време на обсада. Общо замъкът има 7 кули: 4 по ъглите, 1 в средата на северната стена и 2 в центъра на късите западна и източна стени. Укрепленията са допълнени от ров и земен вал.
Владетел на замъка до 1327 г. е родът Бенешовичи, когато преминава към знатната фамилия Щернберк, владееща тогава също така замъка Чески Щернберк, близо до Бенешов. През 17 век Щернберките преустрояват Конопище в късноготически, а после и в късноренесансов стил. По време на хуситските войни замъкът е подложен на продължителна обсада от кралските войски, продължила 17 месеца, и в 1468 г. е завладян от крал Иржи от Подебрад.
През 1648 г., в периода на Тридесетгодишната война, замъкът е завладян и разграбен от шведската армия, след което започва упадък. На проведен търг, негов собственик става чешкият дворянин Ян Йозеф Врътба. В началото на 18 века замъкът още един път е преустроен от фамилията Врътба в стил барок. Вместо подвижния мост е издигнат каменен мост, в източната кула е прорязан нов вход, височината на кулите е намалена до нивото на постройките на замъка, а е построен голям южен флигел.